# Картоплезбиральний комбайн

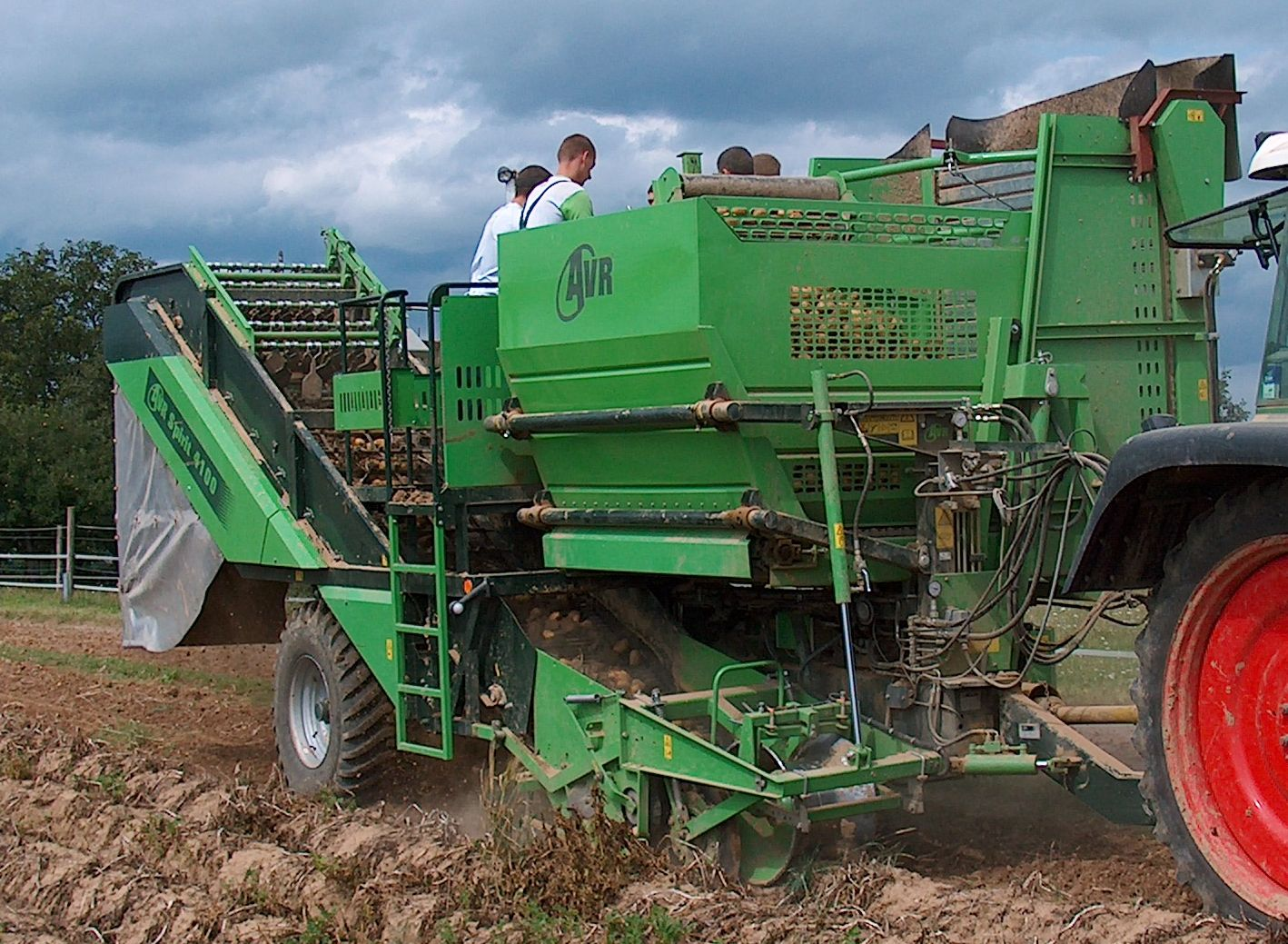
Картоплезбиральний комбайн в дії

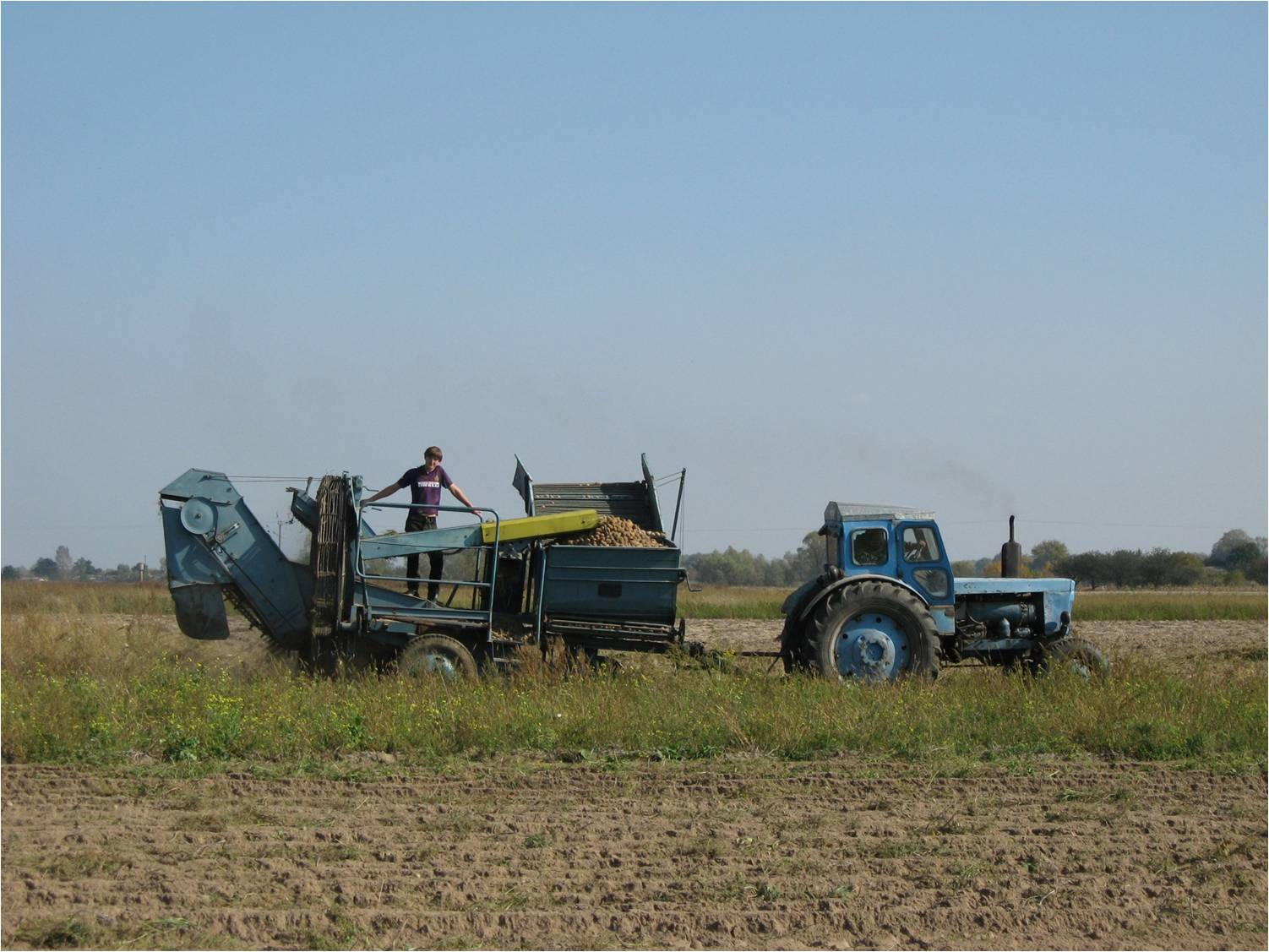
Збирання картоплі в фермерському господарстві

Картоплезбиральний комбайн — багатофункціональний технічний комплекс, призначений для механізованого збору картоплі, оброблюваної за інтенсивною технологією, відділення бульб від картоплиння, рослинних і інших домішок, з накопиченням бульб картоплі в бункері та навантаження їх в транспортний засіб.
За принципом агрегатування комбайни можуть бути причіпні, півнавісні та самохідні. За шириною захвату — 1-, 2-, 3- та 4-рядні.
Принцип дії полягає в підрізанні скиби ґрунту з бульбами картоплі, подачі її на пруткові або подібні транспортери з метою відокремлення бульб, відділення залишків гички гичковідокремлювачами, сортування на перебиральному столі та подачу в транспортний засіб.
У деяких конструкціях може передбачатись накопичення бульб у бункері.